# 東種
東種（ひがしたね）は、富山県中新川郡上市町の町名。25世帯48人（2018年10月1日時点）。

## 地理
周囲の西種、骨原、水上の集落と同様に上市川流域の種盆地に属する集落である。
種盆地は安山岩の地質が地滑りで流れ出て形成されたもので、水捌けが悪い沼地である。
盆地の周囲は丘陵地に囲まれるが、丘陵地の鞍部に白く輝く剱岳が見える。
山
- 三角山

河川
- 千石川

## 気候
東種にはアメダスの「上市地域気象観測所」が設置されているが、上市町中心部から離れた内陸の盆地に立地しているため、富山県内の他の観測地点と比べて低い気温が測定されやすい。
富山県の市町村別天気予報では「上市（東種）」と掲載されることがある。
| 上市地域気象観測所（上市町東種、標高296 m）の気候                                                           | 上市地域気象観測所（上市町東種、標高296 m）の気候 | 上市地域気象観測所（上市町東種、標高296 m）の気候 | 上市地域気象観測所（上市町東種、標高296 m）の気候 | 上市地域気象観測所（上市町東種、標高296 m）の気候 | 上市地域気象観測所（上市町東種、標高296 m）の気候 | 上市地域気象観測所（上市町東種、標高296 m）の気候 | 上市地域気象観測所（上市町東種、標高296 m）の気候 | 上市地域気象観測所（上市町東種、標高296 m）の気候 | 上市地域気象観測所（上市町東種、標高296 m）の気候 | 上市地域気象観測所（上市町東種、標高296 m）の気候 | 上市地域気象観測所（上市町東種、標高296 m）の気候 | 上市地域気象観測所（上市町東種、標高296 m）の気候 | 上市地域気象観測所（上市町東種、標高296 m）の気候 |
| 月 | 1月                                               | 2月                                               | 3月                                               | 4月                                               | 5月                                               | 6月                                               | 7月                                               | 8月                                               | 9月                                               | 10月                                              | 11月                                              | 12月                                              | 年                                                |
| --- | ------------------------------------------------- | ------------------------------------------------- | ------------------------------------------------- | ------------------------------------------------- | ------------------------------------------------- | ------------------------------------------------- | ------------------------------------------------- | ------------------------------------------------- | ------------------------------------------------- | ------------------------------------------------- | ------------------------------------------------- | ------------------------------------------------- | ------------------------------------------------- |
| 最高気温記録 °C （°F）                                                                                      | 18.5 (65.3)                                       | 21.2 (70.2)                                       | 25.4 (77.7)                                       | 29.6 (85.3)                                       | 31.2 (88.2)                                       | 32.5 (90.5)                                       | 36.3 (97.3)                                       | 36.5 (97.7)                                       | 34.5 (94.1)                                       | 32.2 (90)                                         | 25.8 (78.4)                                       | 23.8 (74.8)                                       | 36.5 (97.7)                                       |
| 平均最高気温 °C （°F）                                                                                      | 4.1 (39.4)                                        | 4.5 (40.1)                                        | 8.4 (47.1)                                        | 15.5 (59.9)                                       | 20.3 (68.5)                                       | 23.5 (74.3)                                       | 27.2 (81)                                         | 29.1 (84.4)                                       | 24.5 (76.1)                                       | 19.0 (66.2)                                       | 13.4 (56.1)                                       | 7.5 (45.5)                                        | 16.4 (61.5)                                       |
| 日平均気温 °C （°F）                                                                                        | 0.3 (32.5)                                        | 0.4 (32.7)                                        | 3.4 (38.1)                                        | 9.7 (49.5)                                        | 15.0 (59)                                         | 18.9 (66)                                         | 22.7 (72.9)                                       | 24.1 (75.4)                                       | 19.8 (67.6)                                       | 13.8 (56.8)                                       | 8.3 (46.9)                                        | 3.2 (37.8)                                        | 11.6 (52.9)                                       |
| 平均最低気温 °C （°F）                                                                                      | −3.1 (26.4)                                       | −3.5 (25.7)                                       | −0.8 (30.6)                                       | 4.6 (40.3)                                        | 10.1 (50.2)                                       | 15.0 (59)                                         | 19.1 (66.4)                                       | 20.1 (68.2)                                       | 16.0 (60.8)                                       | 9.6 (49.3)                                        | 4.1 (39.4)                                        | −0.2 (31.6)                                       | 7.6 (45.7)                                        |
| 最低気温記録 °C （°F）                                                                                      | −13.8 (7.2)                                       | −14.1 (6.6)                                       | −9.8 (14.4)                                       | −5.0 (23)                                         | 1.4 (34.5)                                        | 7.1 (44.8)                                        | 12.7 (54.9)                                       | 12.9 (55.2)                                       | 7.1 (44.8)                                        | 1.1 (34)                                          | −3.9 (25)                                         | −13.1 (8.4)                                       | −14.1 (6.6)                                       |
| 降水量 mm （inch）                                                                                          | 283.9 (11.177)                                    | 208.7 (8.217)                                     | 213.7 (8.413)                                     | 178.7 (7.035)                                     | 218.4 (8.598)                                     | 247.7 (9.752)                                     | 330.5 (13.012)                                    | 233.4 (9.189)                                     | 273.0 (10.748)                                    | 221.0 (8.701)                                     | 277.6 (10.929)                                    | 278.1 (10.949)                                    | 2,970 (116.929)                                   |
| 平均月間日照時間                                                                                            | 55.1                                              | 74.3                                              | 109.2                                             | 151.1                                             | 173.2                                             | 132.0                                             | 130.0                                             | 170.6                                             | 108.7                                             | 114.1                                             | 83.8                                              | 59.9                                              | 1,368.2                                           |
| 出典：気象庁 (月間日照時間を除く平年値:1981-2010、月間日照時間平年値:1988-2010、気温の極値:1978年11月-現在) |                                                   |                                                   |                                                   |                                                   |                                                   |                                                   |                                                   |                                                   |                                                   |                                                   |                                                   |                                                   |                                                   |

## 歴史
東種の集落は、1811年頃に沼地を開拓すると同時に形成されたものである。泥水を多く含む地質で胸まで浸かるほどの湿田（湶田）だったが、2003年（平成13年）から始まった圃場整備で乾田化された。
伝承によると、約170年前ごろ、山伏や山法師、江州（今の滋賀県の一部）の武者の子孫などが、戦を避けて生きぬこうと、方々を彷徨い歩いていたが、そのうちの何人かが現在の種より約6 kmから10 km奥の小又川の西、後谷あたりに居を構えた。やがて戦乱がおさまるとしだいに山を下り、現在の種地区に永住するようになったという。そして、その土地で自給自足の生活が出来るように耕地を作り始めたが、とても少なかったので雑草の生え茂っている沼地を開拓し始めたという。

## 施設
- 上市町立白萩南部小学校（1997年休校、一部を上市町立白萩南部公民館として利用中）
- 富山県上市川ダム管理事務所
- 上市町斎場

## 観光

### 東種の湶田

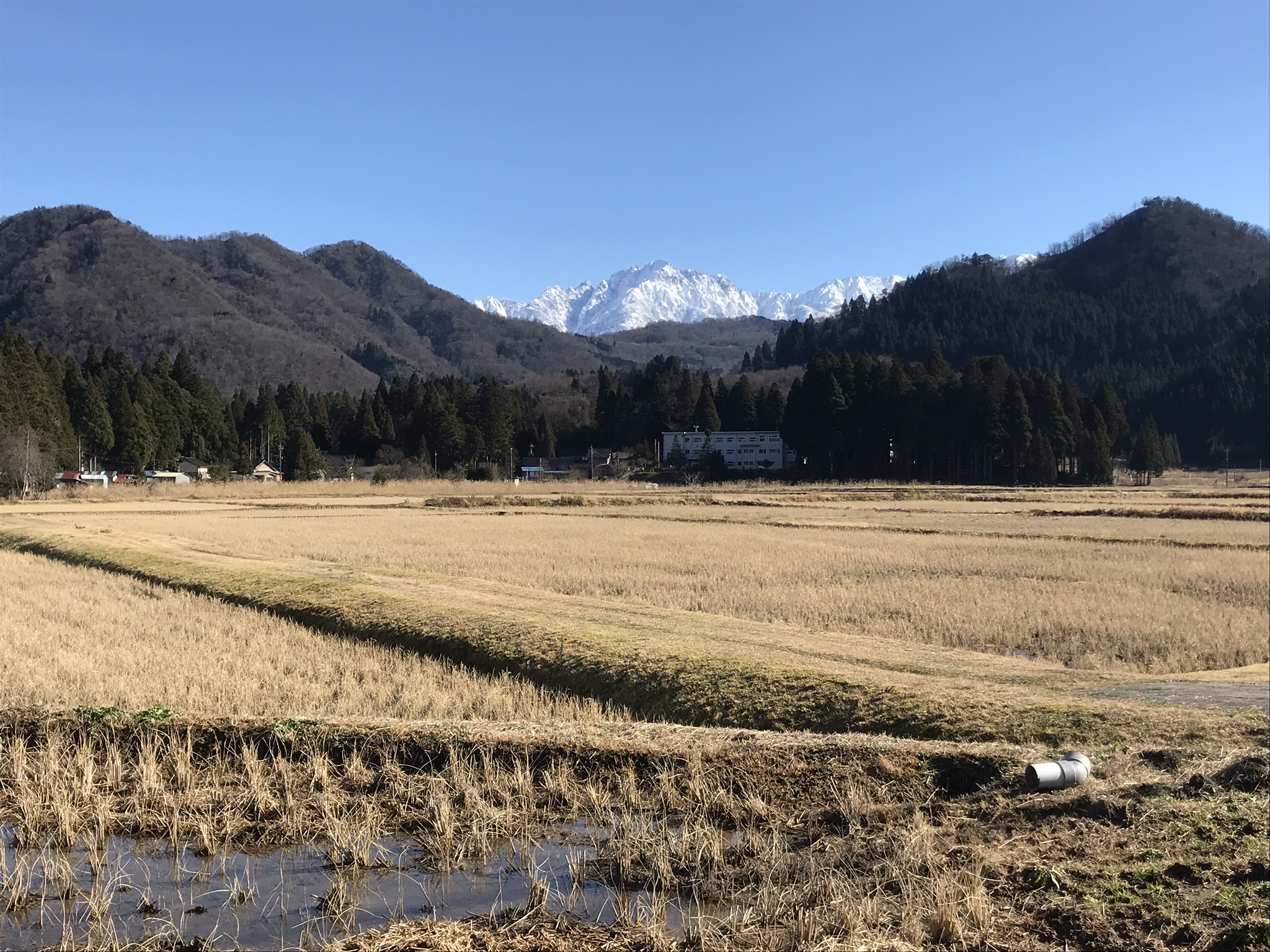
種盆地と田圃

湶田（あわらだ）とは現地の言葉で、1811年頃に沼地を開拓して出来た泥水を多く含む、底なしの湿田のことを指し、「あわら」とは「胸まで浸かる」という意味がある。クワを使わずに手で田を耕し、胸まで浸かり田植えが行われ、肥料をまくときも沈まないように、長い竹を支えにするなどの苦労があった。
1973年（昭和38年）には、ミズバショウの群生地として知られる高峰山のふもとにある後谷という所から、水芭蕉をあわら田に移植した。毎年、200株ずつ、7年間ほどにわたって移植し、今ではあわら田は水芭蕉の咲く沼地として、初夏にはその花を見に多くの人が訪れる。
2003年（平成13年）には農地の整備事業なされ、3年がかりで乾田化が完了した。
隣接する西種集落の日吉社には石碑があり、農地を開いた先人たちの苦労と功績、そして整備事業によって生まれ変わった湶田の歴史を後世に伝え、「湶田の里は実り豊かな土地である」という意味を込めて、伊東町長の揮毫による「湶郷豊饒（せんきょうほうじょう）」の碑文が刻まれている。

### 東種白山神社

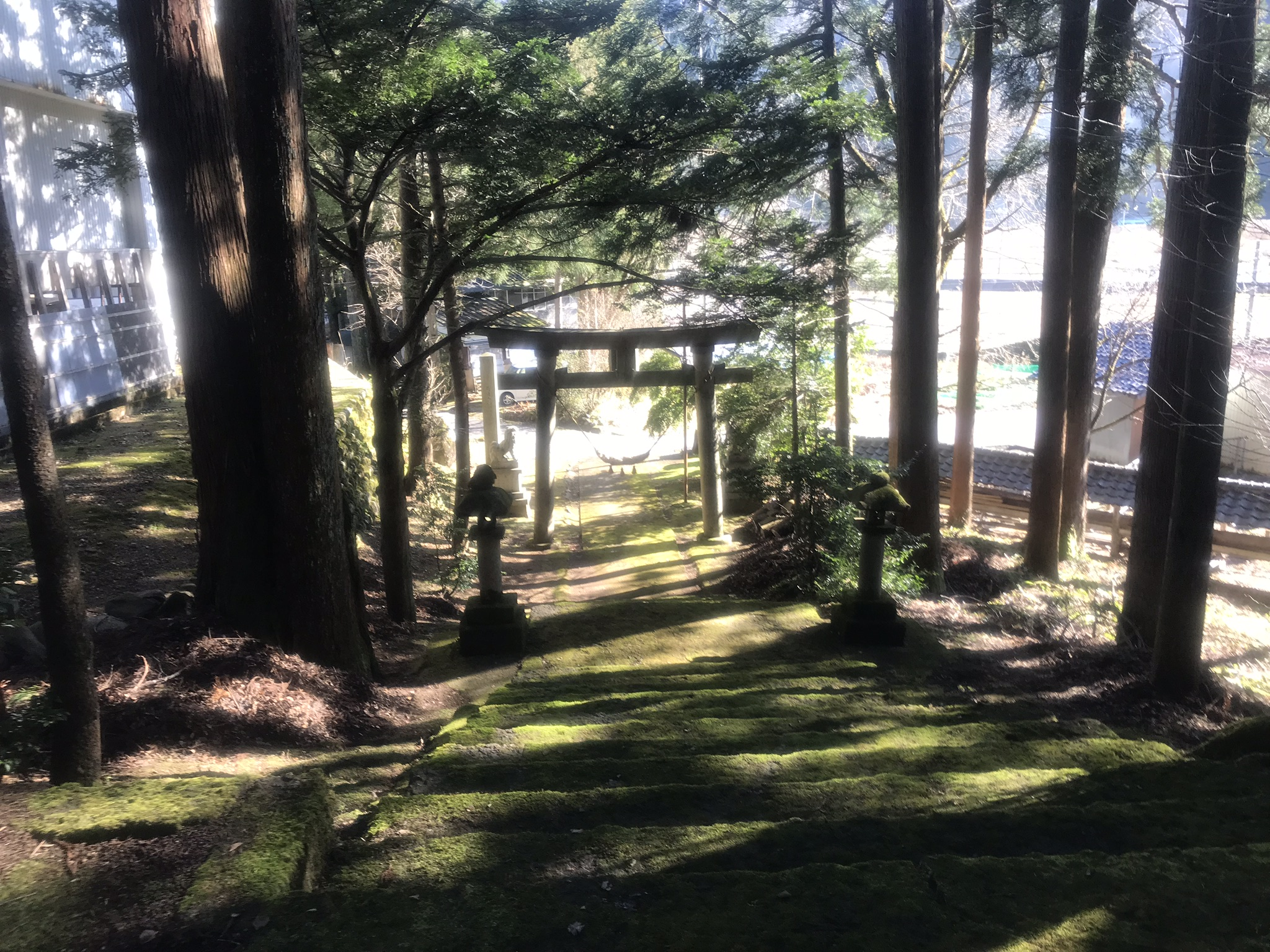
東種白山神社

東種白山神社（ひがしたねはくさんじんじゃ）は、東種の村社に当たる神社で、西種集落の村社の日吉神社と向かい合った位置にある。
東種の獅子舞は、1911年（明治44年）から伝えられた百足獅子を、東種獅子舞保存会が勇壮活発が披露するもので、「とやまの獅子舞百選」に選ばれている
。
境内の中央には推定年齢300年、幹回り6.8 m、樹高30 mの杉の大木があり、天然記念物にはなっていないものの、存在感を放っている。

### その他
- 種地区はグリーンツーリズムの町としてウリに出しており、農業体験のイベントなどを盛んに行なっている[要出典]。
- 高峰山の登山口や、ミズバショウなど湿性植物の宝庫である釜池、ながら池、つぶら池への遊歩道も存在し、多くの人が訪れる。

## 交通
集落は富山地方鉄道本線上市駅から8 kmほどの位置にあり、東種と上市市街地とを結ぶ町営バスが平日4往復、休日3.5往復している。
バス路線
- 上市町営バス白萩線

道路
- 県道
  - 主要地方道
    - 富山県道67号宇奈月大沢野線

  - 一般県道
    - 富山県道154号西種極楽寺線